# Valeria Quispe
Valeria Quispe Fuentes (Tarija, 2 settembre 1997) è una lunghista e triplista boliviana.

## Biografia
Nata a Tarija, ha gareggiato nei campionati regionali giovanili con un discreto successo nel salto triplo, come la medaglia d'argento conquistata a 16 anni ai Giochi sudamericani giovanili. Con la nazionale boliviana ha preso parte ai maggiori campionati dell'America meridionale fino ad ottenere la medaglia d'argento ai Campionati sudamericani indoor casalinghi nel 2020.
Quispe detiene i record nazionali di salto in lungo e salto triplo, quest'ultimo raggiunto in occasione dei Giochi sudamericani in Bolivia, rimasta ad un passo dal podio.

## Palmarès
| Anno | Manifestazione                     | Sede        | Evento         | Risultato | Prestazione | Note             |
| ---- | ---------------------------------- | ----------- | -------------- | --------- | ----------- | ---------------- |
| 2012 | Sudamericani U18                   | Mendoza     | Salto triplo   | 6ª        | 11,79 m     |                  |
| 2013 | Giochi sudamericani della gioventù | Lima        | Salto triplo   | Argento   | 12,28 m     |                  |
| 2013 | Sudamericani U20                   | Resistencia | Salto in lungo | 7ª        | 5,21 m      |                  |
| 2013 | Sudamericani U20                   | Resistencia | Salto triplo   | 4ª        | 12,30 m     |                  |
| 2013 | Giochi boliviariani                | Trujillo    | Salto in lungo | 9ª        | 5,48 m      |                  |
| 2013 | Giochi boliviariani                | Trujillo    | Salto triplo   | 7ª        | 12,62 m     |                  |
| 2014 | Giochi sudamericani                | Santiago    | Salto in lungo | 7ª        | 5,51 m      |                  |
| 2014 | Giochi sudamericani                | Santiago    | Salto triplo   | 6ª        | 12,75 m     |                  |
| 2014 | Sudamericani U18                   | Cali        | Salto in lungo | 4ª        | 5,67 m      |                  |
| 2014 | Sudamericani U18                   | Cali        | Salto triplo   | Argento   | 12,58 m     |                  |
| 2015 | Sudamericani U20                   | Cuenca      | Salto in lungo | 6ª        | 5,64 m      |                  |
| 2015 | Sudamericani U20                   | Cuenca      | Salto triplo   | Argento   | 12,92 m     |                  |
| 2015 | Sudamericani                       | Lima        | Salto triplo   | 6ª        | 12,56 m     |                  |
| 2015 | Panamericani U20                   | Edmonton    | Salto in lungo | 11ª       | 5,48 m      |                  |
| 2015 | Panamericani U20                   | Edmonton    | Salto triplo   | 6ª        | 12,34 m     |                  |
| 2016 | Sudamericani U23                   | Lima        | Salto triplo   | Bronzo    | 12,74 m     |                  |
| 2017 | Sudamericani                       | Asunción    | Salto in lungo | 9ª        | 5,68 m      |                  |
| 2017 | Sudamericani                       | Asunción    | Salto triplo   | 8ª        | 12,61 m     |                  |
| 2017 | Sudamericani                       | Asunción    | 4 × 100 m      | 7ª        | 48"75       |                  |
| 2017 | Giochi bolivariani                 | Santa Marta | Salto in lungo | 6ª        | 5,80 m      |                  |
| 2017 | Giochi bolivariani                 | Santa Marta | Salto triplo   | Bronzo    | 13,17 m     |                  |
| 2017 | Giochi bolivariani                 | Santa Marta | 4 × 100 m      | 5ª        | 47"41       |                  |
| 2018 | Giochi sudamericani                | Cochabamba  | Salto in lungo | 6ª        | 5,99 m      |                  |
| 2018 | Giochi sudamericani                | Cochabamba  | Salto triplo   | 4ª        | 13,37 m     | Record nazionale |
| 2018 | Campionati ibero-americani         | Trujillo    | Salto in lungo | 5ª        | 6,03 m      |                  |
| 2018 | Campionati ibero-americani         | Trujillo    | Salto triplo   | 5ª        | 13,12 m     |                  |
| 2018 | Campionati ibero-americani         | Trujillo    | 4 × 100 m      | Bronzo    | 47"39       |                  |
| 2018 | Sudamericani U23                   | Cuenca      | Salto in lungo | 4ª        | 5,85 m      |                  |
| 2018 | Sudamericani U23                   | Cuenca      | Salto triplo   | Bronzo    | 12,79 m     |                  |
| 2019 | Sudamericani                       | Lima        | Salto in lungo | 8ª        | 5,76 m      |                  |
| 2019 | Sudamericani                       | Lima        | Salto triplo   | 6ª        | 12,69 m     |                  |
| 2020 | Sudamericani indoor                | Cochabamba  | Salto in lungo | 5ª        | 5,84 m      |                  |
| 2020 | Sudamericani indoor                | Cochabamba  | Salto triplo   | Argento   | 13,12 m     | Record nazionale |